# سجلات الأمراض
سجلات الأمراض أو المرضى، مجموعة من البيانات الثانوية المتعلقة بالمرضى الذين يعانون تشخيصًا أو حالة أو إجراء معينًا، ولها دور في مراقبة المستحضرات الصيدلانية بعد التسويق .تختلف السجلات عن الفهارس في احتوائها على بيانات أكثر شمولاً.
يتكون سجل الأمراض من مجموعة من البطاقات الورقية المحفوظة داخل «صندوق أحذية» بواسطة طبيب خاص. تختلف السجلات في أغلب الأحيان من جداول البيانات البسيطة التي لا يمكن الوصول إليها إلا من قبل مجموعة صغيرة من الأطباء إلى قواعد البيانات المعقدة التي يمكن الوصول إليها عبر الإنترنت من خلال مؤسسات متعددة.يمكنهم تزويد مقدمي الرعاية الصحية (أو حتى المرضى) بتذكير للتحقق من بعض الفحوصات للوصول إلى جودة معينة.

## مقابل السجلات الطبية الإلكترونية
السجلات أقل تعقيداً وأبسط في الإعداد من السجلات الطبية الإلكترونية التي تكون وفق مسح حديث، لا يستخدمها سوى 9٪ من المكاتب الصغيرة إذ يعمل فيها ما يقارب نصف الأطباء الأمريكيين.
تتبع السجلات الإلكترونية جميع المرضى الذين يتابعهم الطبيب ولكن السجل الورقي يتتبع مجموعة من المرضى الذين يعانون حالات معينة.

## أنواع الحالات الطبية المتعقبة
يعيش أكثر من 130 مليون أمريكي مع أمراض مزمنة وتمثل الأمراض المزمنة 70٪ من الوفيات في الولايات المتحدة. «تمثل تكاليف الرعاية الطبية للأشخاص المصابين بأمراض مزمنة أكثر من 75٪ من تكاليف الرعاية الطبية البالغة 2 تريليون دولار في البلاد».
تستهدف السجلات حالات معينة لأن النفقات الطبية موزعة بشكل غير مُتساوٍ: تُنفق معظم نفقات الرعاية الصحية على علاج المرضى الذين يعانون حالات مزمنة.
على سبيل المثال، بلغت نفقات مرض السكري عام 2002 في الولايات المتحدة 132 مليار دولار، وهذا يشكل نحو 12% من الميزانية الطبية الأمريكية. يمثل السكري 25% من ميزانية الرعاية الطبية.بالنظر إلى هذا، فإن مرض السكري هو أحد الحالات التي تستهدفها السجلات. مرض السكري قابل للتتبع أيضاً لأن هناك مجموعة مستهدفة يمكن تعريفها وفق قواعد معينة، وهناك أدلة على أن بعض الاختبارات مثل اختبارات شبكية العين ومستويات بروتين دهني منخفض الكثافة و مستويات HGBA1C يمكن أن ترتبط بجودة الرعاية لمرضى السكري.بسبب تأثير مرض السكري أنشأت مدينة نيويورك سجل HBA1(NYCA) لمساعدة مقدمي الخدمات الصحية على تتبع المرضى الذين يعانون مرض السكري.
مثال آخر على سجل الأمراض هو سجل CABG في ولاية نيويورك الذي يتتبع جميع جراحات المجازة القلبية التي أجريت في ولاية نيويورك.

في دراسة استقصائية لـ 1040 منظمة أطباء أمريكية نُشرت في مجلة الجمعية الطبية الأمريكية،تُستخدم سجلات مرض السكري بنسبة 40.3٪، وتستخدم سجلات الربو من قبل 31.2٪ من منظمات الأطباء، وتستخدم سجلات CHF بنسبة 34.8٪ وتستخدم سجلات الاكتئاب بنسبة 15.7٪.
وهناك اختبارات مثل مسحة عنق الرحم مفيدة أيضاً لمتابعتها في السجلات لأن هناك أدلة على أن النساء اللاتي من فئات عمرية مختلفة يمكن أن يكشفن عن سرطان عنق الرحم والوقاية منه.
تعتمد العديد من التدابير على الطب القائم على الأدلة وتُعرف وتُوحد من قبل المؤسسات الوطنية مثل الهيئة الوطنية لضمان الجودة (NCQA). تعد سجلات المرضى مفيدة بشكل خاص لتقييم سلامة منتجات الأدوية اليتيمة وكذلك سلامة الأدوية في مناطق سكانية محددة.

## سجلات الأجهزة الطبية
توجد دول مثل أستراليا وبريطانيا والنرويج والسويدوأمريكاتمتلك سجلاً وطنياً لاستبدال المفاصل لمتابعة مرضى المفاصل الاصطناعية.
«يعد استخدام السجلات المشتركة مفيدًا. في أستراليا، يستخدمها المنظمون لإجبار الشركات المصنعة على تقديم سبب بقاء الوركين أو الركبتين ضعيفة الأداء متاحة. ونتيجة لذلك سُحبت المنتجات. وتوقف الجراحون منذ عدة سنوات في السويد عن استخدام الورك المعاب بعد تنبيههم من خلال سجلاتهم الوطنية وحدث قبل وقت طويل من قيام نظرائهم الأمريكيين بذلك. وهناك عدد قليل من المؤسسات الطبية في الولايات المتحدة الأمريكية، مثل كايزر برماننت، تدير سجلاتها الخاصة بشكل فعال وقد أنشأ مستشفى الجراحة الخاصة في نيويورك سجلاً مؤخراً. يقول الخبراء إن الولايات المتحدة تهدر مليارات الدولارات سنوياً على العلاجات الطبية التي قد لا تنجح. لكن العواقب المالية والبشرية تكون كبيرة أيضاً عندما تتوفر الأدلة ولكن لا يجري جمعها».

## فعالية التكلفة
يرتبط مردود التكلفة لسجل المرض بفعالية التكلفة للوقاية من حالات طبية محددة. يمكن أن تكون زيادة الالتزام من خلال سجلٍ وقائيٍ مثل تطعيم الأطفال أو فحص تنظير القولون إجراءً موفراً للتكلفة. «يكلف التصوير الشعاعي للثدي كل سنتين النساء اللواتي تتراوح أعمارهن بين 50 و 69 عاماً 9000 دولار فقط لكل عامٍ من أجل الحفاظ على حياتهن. تقارن هذه التكلفة بشكل إيجابي مع الخدمات الوقائية السريرية الأخرى المستخدمة على نطاق واسع».

## الدفع مقابل الأداء (P4P)
```
 يمكن أن تتعلق السجلات بنظام الدفع مقابل جودة الأداء  (P4P) للأطباء الأفراد أو مجموعات الأطباء أو حتى جميع الأطباء في الدولة. مثال على ذلك، تكافئ المملكة المتحدة الأطباء وفق 146 مقاييس جودة تتعلق بـ 10 أمراض مزمنة  تتابعها إلكترونياً.
[
18
]
```

في الولايات المتحدة، وقع برنامج الرعاية الطبية (Medicare) عقدًا من أجل الدفع مقابل الأداء (P4P) بنسبة 1.5% استنادًا إلى التدابير الصحية التي يمكن أن تتبع بواسطة سجلات الأمراض.